# Llorente (Nariño)
Llorente es un centro poblado del departamento colombiano de Nariño, bajo jurisdicción del distrito de  San Andrés de Tumaco. Este centro poblado se encuentra en la Vía al Mar que comunica a Pasto con el puerto de Tumaco. Dista a 67 kilómetros de su cabecera municipal.
El centro poblado y sus veredas circunvecinas está compuesto por una población de la etnia Awá, afrodescendientes y mestizos. Existe desde hace varios años un proyecto de convertir esta zona de Nariño en un nuevo municipio.

## Geografía
Llorente tiene características que tipifican su clima como bosque tropical húmedo. Esta zona se encuentra en la parte sur del Chocó biogeográfico por su influencia de la zona de convergencia intertropical (ZCI) de los vientos alisios que contribuyen a aquellas lluvias que son abundantes en la región. Tiene una precipitación de 3500 cúbicos con una húmeda relativa de 92,3% y brillo solar de 960 horas sol anual.

## División territorial
El centro poblado está dividido en 11 barrios: El Bosque, El Jardín, San Martin, Centro, La Cancha, La Balsa, San Carlos, El Porvenir, San José, Las Palmas, Villa Obando y 30 de Octubre.

## Historia
Llorente surge como resultado de un proceso de migración de la diáspora africana que huyeron del puerto de Barbacoas. Estas personas en sus huidas se ubicaron en estas tierras montañosas de este corregimiento compartiendo espacio físico y cultural con los aborígenes indígenas que habitaban estas tierras, el más famoso era llamado emididdy.
En la década de los años treinta con la construcción de una estación del ferrocarril comienza a tener importancia el centro poblado y con ello a la calidad productiva agrícola de chontaduro, yuca, plátano, madera, y especies animal como cerdos y ganado en baja escala.
En la década de los ochenta, llega al corregimiento una ola de empresarios de los departamentos del Valle del Cauca, Tolima y de la sierra Nariñense en la que ponen sus ojos en estas productivas tierras, implementando el monocultivo de la palma aceitera y la ganadera.
Este centro poblado fue parte de la llamada "Bonanza Cocalera". Pero, posteriormente con la implementación del Plan Colombia provoca la agudización del conflicto armado, en la cual expanden la estrategia de la fumigación aérea en estos departamentos provocando desplazamientos masivos hacia este corregimiento.